# Paris japonica
Paris japonica (Franch. & Sav.) Franch – gatunek rzadkich roślin z rodziny melantkowatych, występujący endemicznie na wyspie Honsiu w Japonii, bywa uprawiany jako roślina ozdobna. Gatunek ten ma największy znany nauce genom w obrębie roślin nasiennych, liczący 149 miliardów par zasad (152,23 pg w komórce), czyli 50× większym niż u człowieka (3 miliardy par zasad i 3 pg). Jest tym samym niewiele mniejszy niż genom paproci Tmesipteris truncata.

## Morfologia

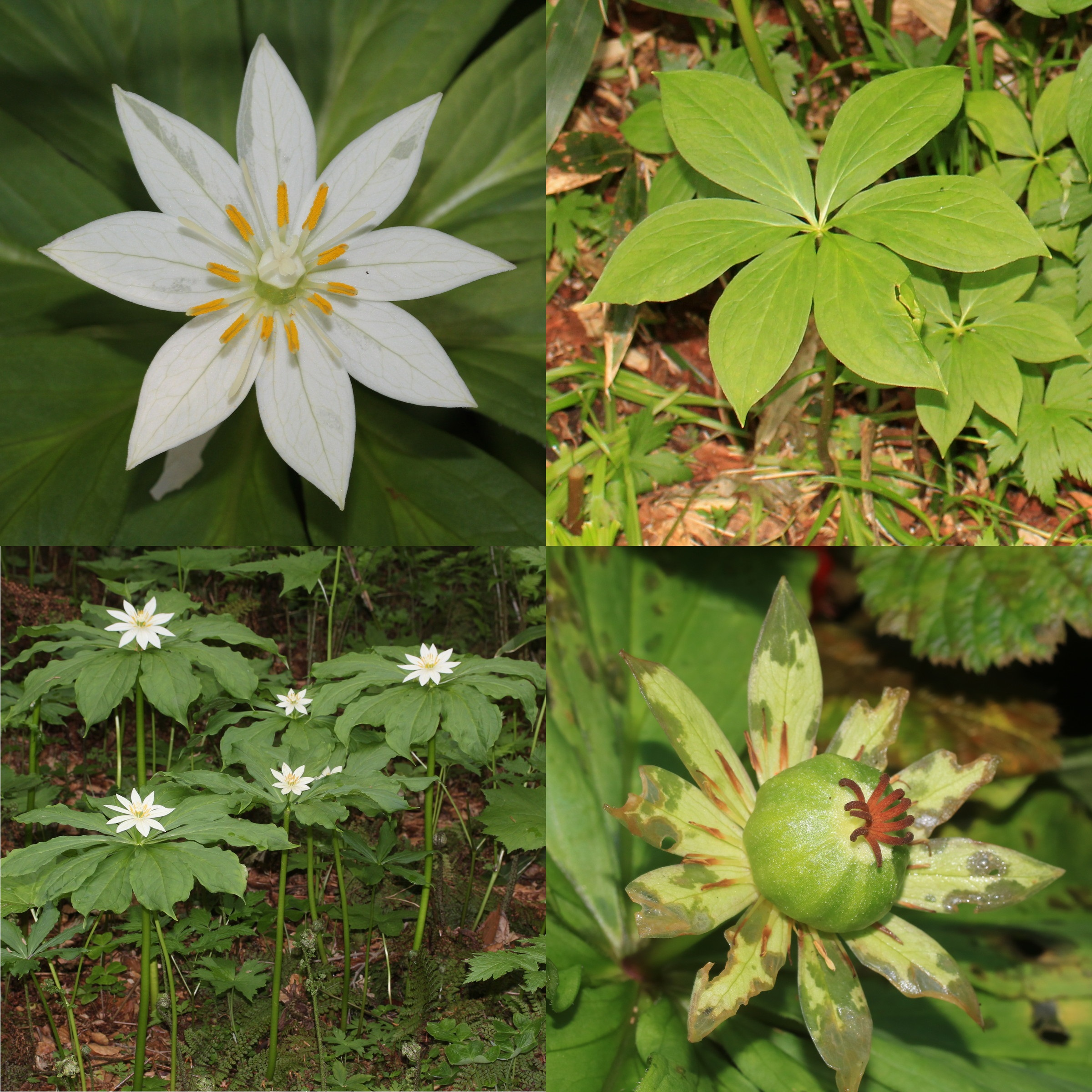

PokrójWieloletnia roślina zielna o wysokości od 35 do 75 cm.
PędPodziemne kłącze.
LiścieW liczbie od 7 do 10 odwrotniejajowatych liści w pseudo-okółku.
KwiatyObupłciowy, pojedynczy, promienisty kwiat wyrasta na szypułce na szczycie łodygi. Okwiat składa się z do 10 białawych listków o długości 2,5-3,5 cm.
OwoceJagody lub jagodopodobne, mięsiste torebki, ciemnofioletowe po dojrzeniu.

## Biologia

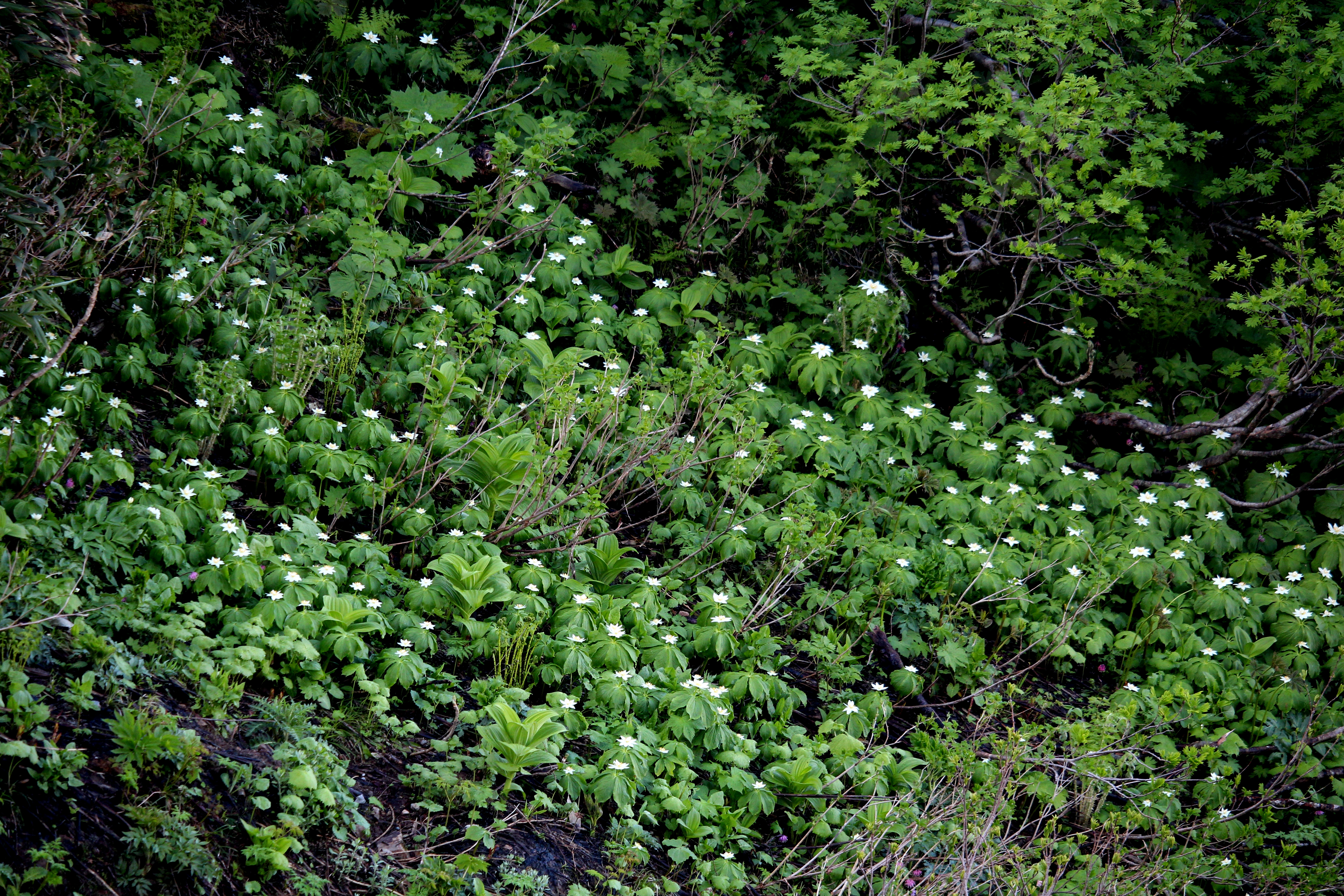
Stanowisko w Parku Narodowym Hakusan

RozwójWieloletnie geofity ryzomowe. Kwitną od maja do sierpnia.
SiedliskoZasiedla bogate w próchnicę gleby w subalpejskich obszarach leśnych gór północnego i środkowego Honsiu.
GenetykaJest oktoploidem (liczba chromosomów 2n = 8x = 40). W 2010 odkryto, że roślina ta ma bardzo duży genom. Przez kilkanaście lat uważano go największy genom nie tylko w świecie roślin, ale i największy w świecie wszystkich organizmów żywych, liczący 150 miliardów par zasad (152,23 pg DNA/1 komórkę). Odkrycie to zdetronizowało wcześniejszego rekordzistę, prapłetwca abisyńskiego, który posiada genom o wielkości 130 miliardów par zasad (132,83 pg DNA/1 komórkę). W 2024 większy genom odkryto u paproci Tmesipteris truncata.

## Systematyka
Gatunek należy do rodzaju czworolist (Paris L.) w rodzinie melantkowatych (Melanthiaceae Batsch ex Borkh).

## Nazewnictwo
Nazwy zwyczajowe w językach obcychNazwa tej rośliny w języku japońskim to キヌガサソウ (kinugasa-sō) i odnosi się do nazwy parasola, który przypominają liście tej rośliny. W języku angielskim nazwa zwyczajowa to Japanese canopy plant.
Synonimy nomenklaturowe
- (bazonim) Trillidium japonicum Franch. & Sav., Enum. Pl. Jap. 2: 525 (1878).
- Trillium japonicum (Franch. & Sav.) Matsum., Nippon Shokubutsuzusetsu, ed. 2: 298 (1895).
- Kinugasa japonica (Franch. & Sav.) Tatew. & Sutô, Trans. Sapporo Nat. Hist. Soc. 14: 36 (1935).

Synonimy taksonomiczne
- Kinugasa japonica var. tomentosa Miyabe & Tatew., Trans. Sapporo Nat. Hist. Soc. 14: 189 (1936).

## Zastosowanie
Rośliny z tego gatunku bywają uprawiane jako rośliny ozdobne. Wymagają gleby kwaśnej do neutralnej, bogatej w próchnicę i zatrzymującej wilgoć, ale dobrze przepuszczalnej. Preferują stanowiska wilgotne i zacienione. Można je rozmnażać przez podział kłącza wiosną lub z dojrzałych nasion wysianych jesienią. Kiełkowanie nasion może zająć ponad 3 lata. Ponieważ są umiarkowanie mrozoodporne (strefy mrozoodporności: 7a-8a), w warunkach klimatu Polski nie powinny zimować w gruncie.